# Tim Müller-Zitzke
Tim David Müller-Zitzke (* 19. April 1994 in Kassel) ist ein deutscher Filmproduzent und Fotograf.

## Biografie
Müller-Zitzke begann 2013 ein Studium der Digitalen Medienproduktion an der Hochschule Bremerhaven und startete mit  21 Jahren ein studienbegleitendes Praktikum für Roland Emmerichs Kinofilm Independence Day: Wiederkehr. Wenige Wochen später wurde er durch seinen Arbeitgeber Uncharted Territory, unter Leitung von Volker Engel und Mark Weigert, zum Visual Effects Artist befördert. Seit 2012 ist er als selbstständiger Filmproduzent und Fotograf tätig.  2017/18 arbeitete er zusammen mit seinen Kommilitonen Dennis Vogt und seinem Freund Michael Ginzburg an seinem eigenen Kinofilm Projekt: Antarktis, der als Reisedokumentation am 25. Oktober 2018 bundesweit in die deutschen Kinos kam. 2019 hatte der Film seine bundesweite Kinopremiere in Österreich. Im selben Jahr wurde der Film in den Vertrieb von One Gate Media (ehem. Studio Hamburg) aufgenommen und wird seitdem weltweit als DVD, Blu-Ray, im TV und auf Streamingplattformen vertrieben. Müller-Zitzke lebt und arbeitet in Bremerhaven.

## Auszeichnungen
- Das Leben, you know (2017) Beste Dokumentation – Canada Independent Film Festival[6][7]

## Filme
- Projekt: Antarktis (2018) Regisseur, Filmproduzent[8]
- Independence Day: Wiederkehr (2016) VFX Artist[9]
- Das Leben, you know (2015) (Medienprojekt)